# أول اولسن (لاعب كرة قاعدة)
أول اولسن (بالإنجليزية: Ole Olsen)‏ هو لاعب كرة قاعدة أمريكي، ولد في 12 سبتمبر 1894 في South Norwalk, Connecticut ‏ في الولايات المتحدة، وتوفي في 12 سبتمبر 1980 في نوروولك في الولايات المتحدة.